# Baltasar Bermúdez
Baltasar Bermúdez (Cuéllar, Segovia, ? - ?), fue un conquistador español que desempeñó varios cargos coloniales.
Nació en Cuéllar, y pertenecía a una familia de rancio abolengo de la Villa.
Se desconoce la fecha de su llegada a América, figurando como alcalde ordinario de Santiago de Cuba ya en 1518.
Emparentado con Diego Velázquez de Cuéllar —ya que Bermúdez había casado con Iseo Velázquez de Cuéllar, sobrina del adelantado— fue uno de los hombres que Velázquez de Cuéllar tuvo en cuenta a la hora de designar jefe de la expedición a Nueva España, que finalmente encomendó a Hernán Cortés.
Velázquez le propuso este negocio «para honrarle y porque le quería bien» dice Herrera en sus Décadas.
El cronista también nos dice que: «El Baltasar Bermúdez tenía los pensamientos altos y parecía tener de sí demasiada confianza», y que cuando Velázquez de Cuéllar le propuso el cargo de capitán de la armada, Bermúdez puso tales condiciones que Velázquez se enojó y «le echó de sí con palabras desmandadas». 
Finalmente pasó a Nueva España como alcalde mayor de Pánfilo de Narváez.
- Datos: Q5717574